# Весела Дача (Кривий Ріг)
Весе́ла Да́ча — садівницьке товариство ВАТ «Констар». Закладене наприкінці 70-х рр. ХХ ст. у Центрально-Міському районі Кривий Рогу.
Площа 7,6 га. Має 153 ділянки.